# Flavio González Mello
Flavio González Mello (Ciudad de México, 26 de diciembre de 1967) es un escritor, dramaturgo, guionista, catedrático y director de cine, teatro y televisión mexicano.
Ha recibido varios reconocimientos, entre los que se encuentran el Premio Ariel de la Academia Mexicana de Artes y Ciencias Cinematográficas por el mediometraje Domingo siete (2006), el Premio de Dramaturgia Juan Ruiz de Alarcón (2011) y el Danzante de Oro en la Sección Iberoamericana del 37.º Festival de Cine de Huesca por 40 grados a la sombra.

## Obra

### Teatro
- Cómo escribir una adolescencia (Mención Honorífica en el Primer Concurso de Teatro Salvador Novo, 1984).
- Así como la ves... (estrenada en Australia, 1985).
- 1822, el año que fuimos Imperio (2000).
- Palabras necias (obra bilingüe para actores sordos y oyentes, 2004).
- Lascurain o la brevedad del poder (Premio a la Mejor Producción Nacional de la Asociación Mexicana de Críticos de Teatro, 2005).
- Obra negra (2007).
- Olimpia 68 (2008).
- Edip en Colofón (estrenada por la Compañía Nacional de Teatro, 2009).
- El padre pródigo (Primer Lugar en el Concurso Letras del Bicentenario Sor Juana Inés de la Cruz, 2010)
- La negociación (2017)
- Trotsky: El hombre en la encrucijada (2022)
- IA Inteligencia actoral (2024)

Monólogos
- El ejercicio de la profesión (2003).
- En guardia (2005).
- Juguetes (2007).

### Cine
Como guionista y director (cortometrajes)
- Domingo siete (Ariel al Mejor Mediometraje de Ficción, 1996).
- En vivo (2002).
- Medalla al empeño (2004).
- 40 grados a la sombra (Danzante de Oro al Mejor Corto Iberoamericano en el Festival de Huesca; Mejor Guion y Mejor Fotografía en Short Shorts Film Festival México, 2009).

### Televisión
- El Siglo de Oro de la Melancolía (miniserie documental, Premio “Pantalla de Cristal” en la categoría de Mejor Guion Documental, 2004).

### Cuentos
- El teatro de Carpa y otros documentos extraviados (2001).
- Por una nariz (2004).